# 首都体育館

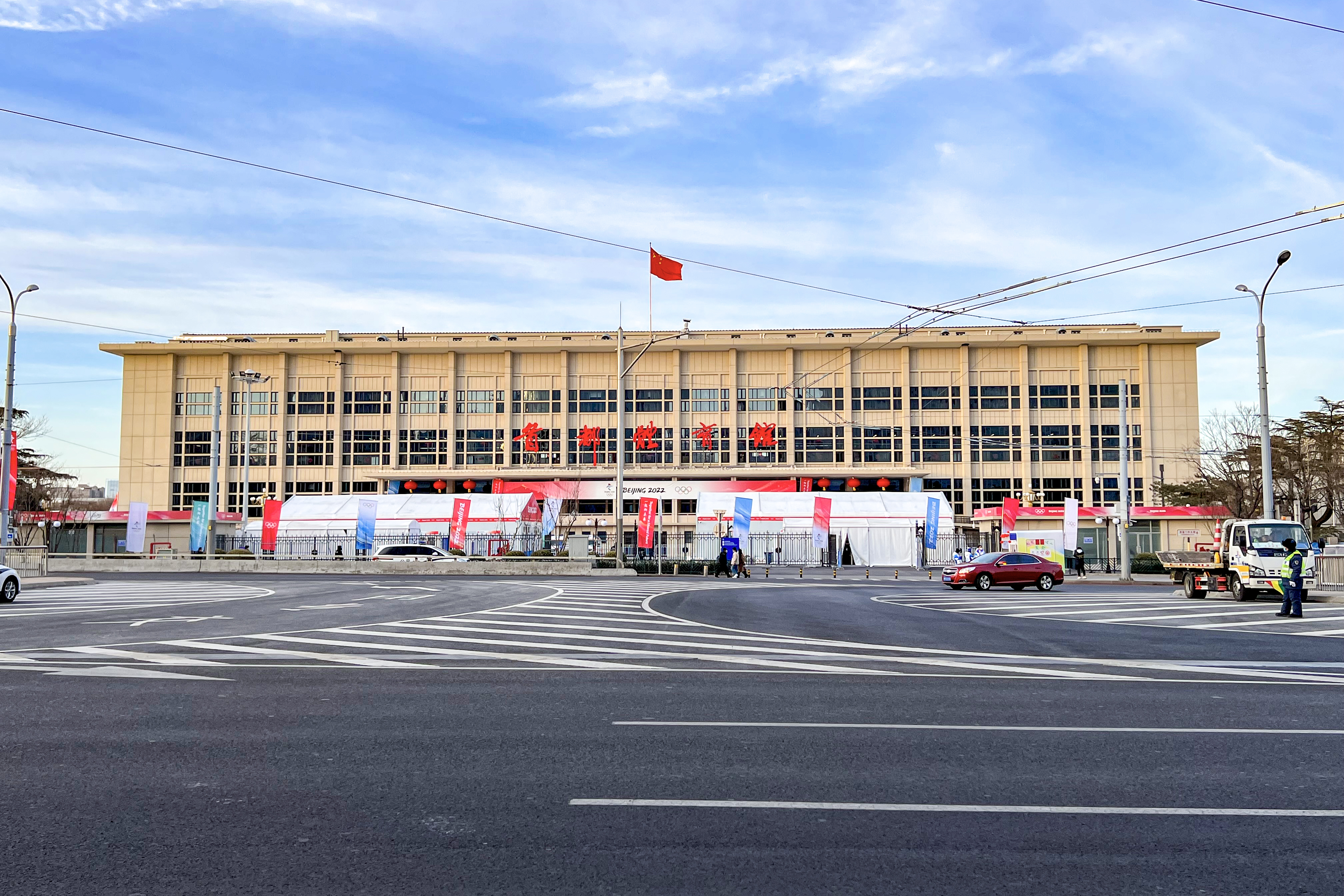
北京冬季五輪期間中の首都体育館

首都体育館（しゅとたいいくかん、英: Capital Indoor Stadium）は、中国の首都・北京市海淀区白石橋路にある屋内競技場である。完成は1968年。総面積は約54,600平方メートル。

## 概要
1971年に中国とアメリカとのピンポン外交の舞台となったほか、1990年アジア競技大会、2001年夏季ユニバーシアードなどのスポーツ大会、2008年北京オリンピックではバレーボールが行われた。2022年北京オリンピックでもフィギュアスケートとショートトラックスピードスケートの会場として使用された。ほぼ毎年、ISUグランプリシリーズの中国杯の会場にもなっている。
またコンサートなどのイベントにも対応されており、日本のアーティストでは西城秀樹（1987年）、サザンオールスターズ（1992年）、TK Presents GROOVE MUSEUM（1997年）、CHAGE & ASKA（1999年）がコンサート・イベントを開催している。
プロボクシングの主要な世界戦の会場としては、2016年6月24日にWBA世界スーパーフェザー級王者ハビエル・フォルトゥナVSジェイソン・ソーサの試合が行われた。